# 村松修二
村松 修二（むらまつ しゅうじ、1991年2月27日 - ）は、広島県呉市出身の競艇選手。
登録番号4816。身長164cm。血液型A型。114期。広島支部所属。同期に、羽野直也、中村桃佳、松尾拓、松山将吾らがいる。

## 来歴
- 2014年5月、宮島競艇場の 第21回日本財団会長杯でデビュー（6号艇6コース、転覆）。
- 2014年7月、宮島競艇場の第8回ヤクルトカップにて、水神祭を飾る（6号艇6コース、決まり手はまくり）。
- 2015年11月、丸亀競艇場の第5回琴参バスカップで初優出、初優勝を飾る（4号艇4コース、決まり手はまくり差し）。
- 2017年9月、蒲郡競艇場のG1第4回ヤングダービーでG1初出場。
- 2018年3月26日、蒲郡競艇場でのG1オールジャパン竹島特別　開設62周年記念競走でG1初勝利（3号艇3コース、決まり手は差し）
- 2020年2月17日、宮島競艇場でのG1中国地区選手権でG1初優勝（5号艇5コース、決まり手はまくり）

## 人物・エピソード
- 学生時代はサッカー部に所属。
- 好きな食べ物は皿うどん[1]。
- 趣味はゴルフ、サーフィン。
- 2017、2018年の中国・四国地区トップルーキーに選出される[2]。
- 師匠は西野翔太[3]。